# Alikí (llacuna)
L'Alikí és una llacuna situada a la península nord-oriental de l'illa de Lemnos (Grècia). Es troba a l'est del poble d'Hàgios Aléxandros, a prop de Kondopuli i Mudros. La llacuna té una superfície de més de 6.300 acres i està coberta per aigua del mar durant gran part de l'any; quan no ho està, es converteix en una salina.
Juntament amb un parell de llacs pròxims, el Khortarólimni i l'Asprólimni, forma un gran ecosistema on passen l'hivern moltes d'aus migradores, incloent-hi flamencs i diverses espècies d'ocells amenaçats, que reposen aquí abans de continuar el seu viatge cap a països més càlids. L'Alikí és l'única gran llacuna natural de Grècia que gairebé no ha estat pertorbada per les activitats humanes.